# Giuseppe Corradi (chirurgo)
Giuseppe Corradi (Bevagna, 21 ottobre 1830 – Firenze, 9 maggio 1907) è stato un chirurgo italiano.

## Biografia
Figlio del chirurgo Innocenzo Corradi — inventore di un litotritore modificato per la cura dei calcoli della vescica urinaria — e di Vincenza Moreschini, entrambi originari di Trevi, studiò filosofia a Jesi e presso gli scolopi a Firenze. In seguito intraprese gli studi di medicina prima all'Università di Pisa e poi all'Istituto di Studi Superiori di Firenze, dove ebbe per professori Maurizio Bufalini, Giorgio Regnoli e Andrea Ranzi.
Laureatosi nell'anno accademico 1852-1853, nel 1854 entrò nella clinica chirurgica di Firenze, divenendo ben presto l'allievo prediletto di Carlo Burci. Da quel momento cominciò a insegnare medicina operatoria e patologia chirurgica e si interessò all'anatomia patologica, in linea con l'indirizzo del maestro. Seguì dei corsi di aggiornamento a Vienna e a Berlino e visitò le cliniche dirette da Bernhard von Langenbeck e Theodor Billroth e i laboratori di Karl von Rokitansky e Rudolf Virchow.
Nel 1867, obbligato a un periodo di riposo forzato a causa di un incidente, redasse una memoria sui restringimenti dell'uretra, che gli valse nel 1869 il premio d'Argenteuil istituito dall'Accademia imperiale di medicina di Parigi. Nell'ottobre del 1870 venne chiamato a dirigere la clinica chirurgica dell'ospedale San Giacomo a Roma, collaborando con Guido Baccelli, direttore della prima clinica medica; nel 1871, sebbene la legge Casati lo avesse confermato professore ordinario a Roma, Corradi aveva vinto il concorso per la direzione della clinica chirurgica di Firenze: la decisione di tornare nella sua prima clinica fu dettata non solo dal fatto di succedere alla cattedra del proprio maestro Burci, ma anche dall'uccisione di suo padre e dalla morte improvvisa di uno dei suoi figli.
Continuatore della tradizione chirurgica che era iniziata con Andrea Vaccà Berlinghieri e che era proseguita con Regnoli e Burci, Corradi diede nuovo impulso alla clinica toscana e sotto di lui si formò una nuova generazione di futuri illustri chirurghi, quali Francesco Colzi ed Enrico Burci. Nel 1872 un lavoro sempre sull'uretra gli permise di vincere il concorso Riberi indetto dall'Accademia di medicina di Torino; in questo periodo fu, inoltre, presidente del Consiglio provinciale della sanità, membro del Consiglio superiore della pubblica istruzione e presidente del consiglio d'amministrazione dell'ospedale di Santa Maria Nuova.
Dal 1878 al 1890 fu direttore della rivista scientifica specializzata Lo sperimentale. Con la morte nel 1887 della moglie Emilia Mercati, Corradi iniziò a farsi affiancare da Colzi negli adempimenti della clinica, delegandogli la gestione nel 1893, e abbandonando nel 1897 definitivamente la direzione con la nomina a professore emerito. Trascorse gli ultimi anni di vita in gravi condizioni di infermità, assistito dal figlio Cesare e dai nipoti.

## Opere
- Giuseppe Corradi, Trattato sulle malattie degli organi urinari, Firenze, 1874.
- Giuseppe Corradi, Compendio di terapeutica chirurgica, Imola, 1874, 1875 e 1876.